# Microtus multiplex
Espèce
Synonymes
- Microtus (Terricola) multiplex (Fatio, 1905)[2]
- Pitymys multiplex[2]

Statut de conservation UICN

 LC  : Préoccupation mineure
Microtus multiplex est une espèce de rongeurs de la famille des Cricetidae.

## Répartition
Cette espèce est présente dans les Alpes, en France, en Suisse et en Italie.